# Лисичка киноварно-красная
Лисичка киноварно-красная (лат. Cantharellus cinnabarinus) — съедобный гриб семейства Лисичковые (Cantharellaceae). 

## Описание
Плодовое тело внешне очень похоже на шляпконожечное.
Шляпка диаметром 1—4 см, сначала слегка выпуклая, потом становится вогнутой с неровным волнистым краем. Кожица киноварно-красная, с возрастом становится розовато-красной, волокнистая.
Мякоть относительно тонкая, мясисто-волокнистая.
Ножка высотой 1,5—4 см, диаметром до 1 см, цилиндрическая, розовая или красная.
Гименофор складчатый, нисходящий, с хорошо развитой поверхностью, похожей на пластинчатую. Псевдопластинки толстые, разветвлённые, розового цвета.
Споровый порошок розовато-кремовый, споры 9×5 мкм, эллипсовидные.

## Экологияи распространение
Образует микоризу преимущественно с дубом. Встречается в лесах, плодоносит большими группами на почве. Распространён на востоке Северной Америки.
Сезон лето — осень.

## Сходные виды
- Гигроцибе лисичковая (Hygrocybe cantharellus) с неразветвлёнными пластинками с более тонким краем.
- Вороночник рожковидный (Craterellus cornucopioides) всегда имеет тусклую, более тёмную окраску, гименофор у него гладкий.